# Xian de Jinxiang
Le xian de Jinxiang (金乡县 ; pinyin : Jīnxiāng Xiàn) est un district administratif de la province du Shandong en Chine. Il est placé sous la juridiction de la ville-préfecture de Jining.

## Démographie
La population du district était de 601 369 habitants en 1999.